# Бомбонато Гоуларт, Луис Карлос
Луи́с Ка́рлос Бомбона́то Гоула́рт (порт.-браз. Luiz Carlos Bombonato Goulart; 14 ноября 1975, Рубинея, Сан-Паулу), более известный под именем Луиза́о (порт.-браз. Luizão) — бразильский футболист, нападающий. Чемпион мира 2002 года в составе сборной Бразилии. Лучший бомбардир среди бразильцев в Кубке Либертадорес — 29 голов.

## Карьера
Луизао начал карьеру в 1991 году в клубе «Гуарани». Когда он проходил просмотр, он забил 5 голов в двусторонней встрече, после чего сразу же был зачислен в молодёжный состав. В 1992 году он дебютировал в составе команды в матче с «Сантосом» (1:1). В 1993 году Луизао был арендован «Параной», за который провёл всего шесть игр. При этом с этой командой нападающий выиграл свой первый титул — Чемпион штата. После этого он вернулся в стан «Гуарани» и стал одним из молодых лидеров клуба, наряду с Джалминьей и Марсио Аморозо. В январе 1996 года он перешёл в стан «Палмейраса», где дебютировал 14 января в товарищеском матче со сборной муниципалитета Серра-Негра; в матче клуб победил 10:0, а сам Луизао забил 5 голов. Он выступал за клуб на протяжении трёх лет, выиграв титул чемпиона штата Сан-Паулу, при этом по ходу розыгрыша клуб забил более ста голов, а сам сотый мяч был на счету Луизао, поразившего 2 июля ворота «Сантоса». Форвард провёл 95 матчей (65 побед, 18 ничьих и 12 поражений) и забил 65 голов за «Палмейрас», из них 8 голов в матчах Кубка Бразилии 1996 года, где он стал лучшим бомбардиром. Позже он вспоминал о периоде в клубе: «Мне часто было трудно. Команды больше заботятся о физике, чем о технике, они больше озабочены счётом, чем атакующими действиями. Эта же команда всегда играла в атаку», и он назвал «Палмейрас» «лучшей командой, в которой играл в своей карьере».
В 1997 году Луизао перешёл в стан испанского «Депортиво», куда также перешёл Джалминья. Сумма трансфера составила 700 млн песет. Футболиста пригласил новый главный тренер клуба, Карлос Алберто Силва, бывший наставник Лузао в «Палмейрасе». 31 августа он дебютировал в составе команды в матче с «Тенерифе» (0:0). Нападающий забил в первых 8 матчах 4 гола, но затем его статистика пошла вниз, плюс обнаружилась его недисциплинированность: он получил 5 жёлтых карточек за те же 8 игр. Он конкурировал за место в составе с Микаэлем Мадаром, Салахеддином Бассиром и Хавьером Манхарином. После зимнего перерыва клуб купил еще двух форвардов — Серхио Мартинеса и Себастьяна Абреу, чем бразильцу дали понять, что на него не рассчитывают. Сам Луизао, по мнению Джалминьи, не смог адаптироваться к испанскому футболу. Он забил только 4 гола в 15 матчах. После этого нападающий возвратился в Бразилию, подписав арендное соглашение с «Васко да Гамой», искавшей усиление нападения под Кубок Либертадорес из-за ушедших годом ранее Эдмундо и Эваира. 18 января 1998 года он дебютировал в составе команды в матче с «Бангу», а 1 февраля забил мяч за новый клуб, поразив ворота «Американо». В первом же сезоне он, составив пару нападения с Донизете, помог клубу выиграть чемпионат штата Рио-де-Жанейро и Кубок Либертадорес, в обоих финальных матчах которого он забивал голы. Годом позже он выиграл с «Васко» турнир Рио-Сан-Паулу. Всего за клуб Луизао провёл 71 матч и забил 38 голов. Первоначально «Васко» хотел оставить игрока, но у форварда случился конфликт с вице-президентом клуба Эурико Мирандой, который был недоволен, что тот взыскал с клуба долги по заработной плате, которые, по словам Луизао ему не выплачивались на протяжении 10 месяцев.
В 1999 году Луизао стал игроком «Коринтианса», который несколько лет искал забивного нападающего, который мог бы заменить уехавшего в Европу Виолу, а владелец контракта игрока, «Депортиво», давно старался его продать.  Сумма трансфера составила 1, 260 млн песет. 25 июля он дебютировал в составе клуба в матче с «Гамой», в котором его команда победила 4:2, и все 4 мяча забил именно Луизао. В команде он воссоединился со своим старым партнёром Эдилсоном, с которым жил в одной комнате еще будучи игроками «Гуарани». Он в первый же год выиграл с клубом чемпионат штата и чемпионат Бразилии. При этом этот турнир, победитель которого выявлялся в финальных встречах, был выигран клубом, во многом благодаря Луизао, забившем в двух из трёх матчей, а во втором из них сделавший победный «дубль». Годом позже помог команде одержать победу на клубном чемпионате мира, включая реализованный пенальти в послематчевой серии с «Васко да Гамой». Тогда же клуб дошёл до полуфинала Кубка Либертадорес, турнира, на котором Луизао стал лучшим бомбардиром с 15 голами. Этот результат стал вторым за всю историю турнира после Даниэля Онеги, забившего 17 голов в 1966 году. Постепенно форвард стал капитаном команды. В 2001 году Луизао выиграл свой третий чемпионат штата Сан-Паулу. В том же году клуб провёл переговоры с дортмундской «Боруссией» с возможностью продажи Луизао за 15 млн евро, но сделка сорвалась из-за травмы левого колена бразильца. Позже он подал в суд на «Коринтианс» из-за задолженности по заработной плате, Луизао выиграл дело, вследствие чего клуб лишился прав на контракт футболиста и выплатил ему причитающиеся денежные средства. Форвард провёл за клуб 109 матчей и забил 76 голов.
Затем нападающий перешёл в «Гремио», подписав контракт на 6 месяцев. Он дебютировал 24 марта 2002 года в матче с «Крузейро» на Кубок Сул-Минас (0:2). 2 марта форвард забил первый и единственный мяч за клуб, поразив ворота «Ривер Плейт» в Кубке Либертадорес. 15 мая Луизао провёл шестой и последний матч за клуб против «Насьоналя». Сам игрок сказал, что в «Гремио» получал лишь четверть зарплаты, которую ему платили в «Коринтиансе», и что «„Гремио“ воспользовался мной, а я воспользовался „Гремио“», имя ввиду, что ему нужна была игровая практика перед чемпионатом мира, а клубу дешёвый квалифицированный форвард. Также нападающий сказал, что боится травм, связав возможность её с историей нападающего Леандро Амаралом, с котором «Гремио» расторг контракт, когда он получил повреждение. 25 июля 2002 года Луизао, после окончания контракта с «Гремио», перешёл в немецкую «Герту», подписав контракт на 4 года с работной платой в 2,5 млн евро. В первом сезоне в Германии он провёл 26 матчей и забил 3 гола. В следующем сезоне он получил мышечную травму и почти не выступал, в результате чего «Герта» в марте 2004 года объявила о расторжении контракта с бразильцем по обоюдному согласию. При этом Луизао сам настаивал на разрыве соглашения, несмотря на высокие доходы в Германии. В том же марте нападающий подписал контракт с «Ботафого». Но уже в сентябре контракт был расторгнут из-за полученной травмы и операции, проведённой 30 августа. Президент клуба Бебето де Фрейтас сказал: «Луизао показал свой характер, потому что понял, что не может нам помочь в тот момент, когда „Ботафого“ пытается избежать угрозы вылета. Мы выплачивали ему зарплату до августа». За клуб футболист провёл 16 матчей и забил 9 голов.
В январе 2005 года Луизао перешёл в «Сан-Паулу», подписав годичный контракт с заработной платой в 80 тыс реалов в месяц. Там он составил дуэт нападения с Графите, а после травмы последнего, с бывшим партнёром по «Гуарани», Марсио Аморозо. Луизао сказал после победы в Кубке Либертадорес, в розыгрыше которого он забил 5 голов: «Мы были вместе с детства. Мы знали, что делает другой, что он думает. Для нашей карьеры было подарком воссоединиться в конце и выиграть такой важный титул, как этот». Летом 2005 года Луизао подписал годичный контракт с японским клубом Нагоя Грампус Эйт, при этом сам бразилец хотел остаться в «Сан-Паулу», но после консультации с тренером клуба, всё же выбрал Японию. 8 августа он дебютировал в составе команды в матче с «Виссел Кобе», а 3 сентября он в матче с «Иокогама Ф. Маринос» забил 2 своих первых гола в Японии. Всего за клуб он провёл 6 матчей и забил 4 гола. Причиной ухода стало увольнение главного тренера Нелсиньо Баптисты, который и был главным апологетом приглашения Луизао в «Нагою», и желание привезти двух женщин из Бразилии, няню и домработницу, которые помогли бы его супруге воспитывать его 2,5-летнего ребенка. Но клуб отказался помоч ему с визой для женщин, из-за чего оба родителя почти всё свободное время находились дома. Поэтому когда пришло предложение от «Сантоса», Луизао сразу принял его, подписав контракт до конца 2006 года. Трансфер нападающего обошёлся клубу в 1,5 млн долларов. Он дебютировал за клуб 30 сентября в матче с «Форталезой». В октябре в матче с «Коринтиансом» Луизао очень агрессивно повёл себя с Венделом, ударив его локтем, за что ему грозила дисквалификация до полутора лет, но для нападающего всё обошлось. Но уже через несколько месяцев главный тренер клуба Вандерлей Лушембурго сказал, что руководители клуба не хотят его видеть в команде, у которой к тому моменту наступили финансовые проблемы. Уже после ухода из «Сантоса», Луизао сказал, что переход в этот клуб «был самой большой ошибкой, которую он совершил».
31 января 2006 года Луизао стал игроком «Фламенго», чему предшествовали долгие переговоры, три встречи насчёт зарплаты и медицинский осмотр, куда нападающий первоначально не пришёл, появившись в медицинском штабе клуба лишь через несколько дней. Он дебютировал в клубе 19 февраля в матче с «Фрибургенсе» на Трофей Рио (3:3), где форвард сразу же забил 2 гола. Но затем он опять получил травму, играя с инфильтратом ноги. Но это не помешало ему забить гол в первой финальной встрече Кубка Бразилии с «Васко да Гамой». Второй матч также выиграл «Фламенго», что принесло клубу титул. 4 октября в матче с «Флуминенсе» (4:1) Луизао травмировал левую ногу; этот матч стал последним для него в майке «Менго». В ноябре 2006 года контракт клуба и нападающего был расторгнут по обоюдному согласию. Всего за «Фламенго» он провёл 24 матча (13 побед, 6 ничьих и 5 поражений) и забил 10 голов. После этого Луизао несколько месяцев был без работы, лишь в июле 2007 года он подписал контракт до конца года с «Сан-Каэтано». Но уже в октябре он получил травму левого колена в матче с «Фигейренсе» и был прооперирован и восстанавливался на базе «Коринтианса». В апреле 2008 года контракт с футболистом был расторгнут. В феврале 2009 года он подписал контракт с «Гуаратингетой». Но во время нахождения в этой коменде его вновь преследовали травмы, а клуб без него вылетел в Серию А-2. В 2010 году он стал игроком «Рио-Бранко», подписав контракт на 5 месяцев. После окончания контракта, Луизао в 2010 году официально завершил игровую карьеру.
В 2018 году он баллотировался в депутаты штата Сан-Паулу, как член Бразильской Республиканской партии. Но набрав лишь 0,07% голосов не был избран.

## Международная карьера
Луизао дебютировал в составе сборной Бразилии 27 марта 1996 года в товарищеском матче с Ганой, в котором сразу же забил гол. В том же году он поехал на Олимпиаду в составе олимпийской сборной Бразилии. На турнире он вышел только в матче за 3-е место с Португалией, заменив по ходу встречи Роналдо. После этого, он на протяжении 4 лет не вызывался в стан национальной команды. 15 августа 2000 года Луизао сыграл в Квалификация чемпионата мира против Чили. 14 ноября 2001 года в той же квалифицикации он забил два гола в ворота Венесуэлы, выведя свою команду в финальный розыгрыш турнира. Также он попал в состав сборной на сам турнир в качестве дублёра Роналдо. Он провёл два матча на турнире, обе — против сборной Турции, и в обеих встречах он выходил на замену Роналдо. По результатам турнира бразильцы завоевали золотые медали. 21 августа того же года Луизао провёл последний матч за сборную, в нём Бразилия проиграла Парагваю (0:1). Всего за сборную страны он провёл 15 матчей, включая неофициальную встречу с Каталонией, и забил 4 гола.

## Статистика выступлений

### Клубная
| 1992      | Гуарани (Кампинас)     | Серия А    | 0  | 0  | 0 | 0 | —  | —  | ЛПа       | 3  | 0  |
| 1993      | Гуарани (Кампинас)     | Серия А    | 6  | 0  | 0 | 0 | —  | —  | ЛПа       | 35 | 8  |
| 1993      | Парана                 | Серия А    | 0  | 0  | 0 | 0 | —  | —  | ЛПр       | 6  | 0  |
| 1994      | Гуарани (Кампинас)     | Серия А    | 27 | 9  | 0 | 0 | —  | —  | ЛПа       | 7  | 1  |
| 1995      | Гуарани (Кампинас)     | Серия А    | 10 | 8  | 0 | 0 | —  | —  | ЛПа       | 22 | 5  |
| 1996      | Палмейрас              | Серия А    | 22 | 10 | 9 | 8 | 2  | 1  | ЛПа       | 27 | 22 |
| 1997      | Палмейрас              | Серия А    | 0  | 0  | 3 | 0 | 0  | 0  | ЛПа       | 19 | 13 |
| 1997      | Палмейрас              | Серия А    | 0  | 0  | 3 | 0 | 0  | 0  | ТРСП      | 4  | 0  |
| 1997/1998 | Депортиво Ла Корунья   | Примера    | 13 | 4  | 0 | 0 | 2  | 0  | —         | —  | —  |
| 1998      | Васко да Гама          | Серия А    | 14 | 8  | 6 | 3 | 14 | 7  | ЛПа       | 20 | 6  |
| 1999      | Васко да Гама          | Серия А    | 0  | 0  | 2 | 2 | 1  | 1  | ЛК        | 9  | 10 |
| 1999      | Васко да Гама          | Серия А    | 0  | 0  | 2 | 2 | 1  | 1  | ТРСП      | 5  | 1  |
| 1999      | Коринтианс             | Серия А    | 25 | 21 | 0 | 0 | 1  | 1  | ЛПа       | 7  | 1  |
| 2000      | Коринтианс             | Серия А    | 10 | 3  | 0 | 0 | 16 | 16 | ЛПа       | 15 | 6  |
| 2001      | Коринтианс             | Серия А    | 7  | 5  | 1 | 1 | 2  | 2  | ЛПа       | 16 | 11 |
| 2001      | Коринтианс             | Серия А    | 7  | 5  | 1 | 1 | 2  | 2  | ТРСП      | 1  | 3  |
| 2002      | Коринтианс             | Серия А    | 0  | 0  | 0 | 0 | 0  | 0  | ТРСП      | 3  | 2  |
| 2002      | Гремио                 | Серия А    | 0  | 0  | 0 | 0 | 4  | 1  | КСМ       | 2  | 0  |
| 2002/2003 | Герта                  | Бундеслига | 19 | 2  | 1 | 0 | 6  | 1  | —         | —  | —  |
| 2003/2004 | Герта                  | Бундеслига | 7  | 2  | 2 | 1 | 1  | 0  | —         | —  | —  |
| 2004      | Ботафого               | Серия А    | 1  | 9  | 0 | 0 | 0  | 0  | ЛК        | 0  | 0  |
| 2005      | Сан-Паулу              | Серия А    | 5  | 2  | 0 | 0 | 13 | 5  | ЛПа       | 10 | 4  |
| 2005      | Нагоя Грампус Эйт      | Джей-Лига  | 6  | 4  | 0 | 0 | —  | —  | —         | —  | —  |
| 2005      | Сантос                 | Серия А    | 5  | 0  | 0 | 0 | 0  | 0  | ЛПа       | 0  | 0  |
| 2006      | Сантос                 | Серия А    | 0  | 0  | 0 | 0 | 0  | 0  | ЛПа       | 1  | 0  |
| 2006      | Фламенго               | Серия А    | 11 | 1  | 7 | 3 | 0  | 0  | ЛК        | 6  | 6  |
| 2007      | Сан-Каэтано            | Серия B    | 0  | 0  | 0 | 0 | —  | —  | ЛПа       | 5  | 2  |
| 2009      | Гуаратингета           | Серия С    | 0  | 0  | 0 | 0 | —  | —  | ЛПа       | 2  | 0  |
| 2009      | Рио-Бранко (Американа) | Серия С    | 0  | 0  | 0 | 0 | —  | —  | ЛПа (А-3) | ?  | ?  |

### Международная статистика

#### Олимпийская сборная
| Матчи Луизао за Олимпийскую сборную Бразилии | Матчи Луизао за Олимпийскую сборную Бразилии | Матчи Луизао за Олимпийскую сборную Бразилии | Матчи Луизао за Олимпийскую сборную Бразилии | Матчи Луизао за Олимпийскую сборную Бразилии | Матчи Луизао за Олимпийскую сборную Бразилии | Матчи Луизао за Олимпийскую сборную Бразилии |
| -------------------------------------------- | -------------------------------------------- | -------------------------------------------- | -------------------------------------------- | -------------------------------------------- | -------------------------------------------- | -------------------------------------------- |
| №                                            | Дата                                         | Место проведения                             | Оппонент                                     | Счёт                                         | Голы                                         | Турнир                                       |
| 1                                            | 10 июля 1996                                 | Флорианополис                                | Дания                                        | 5:1                                          | —                                            | Товарищеский матч                            |
| 2                                            | 2 августа 1996                               | Атенс                                        | Португалия                                   | 5:0                                          | —                                            | Олимпийские игры                             |

#### Национальная сборная
| Матчи Луизао за сборную Бразилии | Матчи Луизао за сборную Бразилии | Матчи Луизао за сборную Бразилии | Матчи Луизао за сборную Бразилии | Матчи Луизао за сборную Бразилии | Матчи Луизао за сборную Бразилии | Матчи Луизао за сборную Бразилии |
| -------------------------------- | -------------------------------- | -------------------------------- | -------------------------------- | -------------------------------- | -------------------------------- | -------------------------------- |
| №                                | Дата                             | Место проведения                 | Оппонент                         | Счёт                             | Голы                             | Турнир                           |
| 1                                | 27 марта 1996                    | Сан-Жозе-ду-Риу-Прету            | Ганы                             | 8:2                              | 1                                | Товарищеский матч                |
| 2                                | 22 мая 1996                      | Манаус                           | Хорватия                         | 1:1                              | —                                | Товарищеский матч                |
| 3                                | 26 июня 1996                     | Кариасика                        | Польша                           | 3:1                              | —                                | Товарищеский матч                |
| 4                                | 15 августа 2000                  | Сантьяго                         | Чили                             | 0:3                              | —                                | Квалификация чемпионата мира     |
| 5                                | 7 марта 2001                     | Гвадалахара                      | Мексика                          | 3:3                              | —                                | Товарищеский матч                |
| 6                                | 28 марта 2001                    | Кито                             | Эквадор                          | 0:1                              | —                                | Квалификация чемпионата мира     |
| 7                                | 14 ноября 2001                   | Сан-Луиc                         | Венесуэла                        | 3:0                              | 2                                | Квалификация чемпионата мира     |
| 8                                | 31 января 2002                   | Гояния                           | Боливия                          | 6:0                              | —                                | Товарищеский матч                |
| 9                                | 6 февраля 2002                   | Эр-Рияд                          | Саудовская Аравия                | 1:0                              | —                                | Товарищеский матч                |
| 10                               | 27 марта 2002                    | Форталеза                        | Югославия                        | 1:0                              | 1                                | Товарищеский матч                |
| 11                               | 18 мая 2002                      | Барселона                        | Каталония                        | 3:1                              | —                                | Товарищеский матч                |
| 12                               | 25 мая 2002                      | Куала-Лумпур                     | Малайзия                         | 4:0                              | —                                | Товарищеский матч                |
| 13                               | 3 июня 2002                      | Ульсан                           | Турция                           | 2:1                              | —                                | Чемпионат мира                   |
| 14                               | 26 июня 2002                     | Сайтама                          | Турция                           | 1:0                              | —                                | Чемпионат мира                   |
| 15                               | 21 августа 2002                  | Форталеза                        | Парагвай                         | 0:1                              | —                                | Товарищеский матч                |

## Достижения

### Командные
- Чемпион штата Парана: 1993
- Чемпион штата Сан-Паулу: 1996, 1999, 2001, 2005
- Чемпион штата Рио-де-Жанейро: 1998
- Обладатель Кубка Либертадорес: 1998, 2005
- Победитель турнира Рио-Сан-Паулу: 1999
- Чемпион Бразилии: 1999
- Чемпион мира среди клубов: 2000
- Чемпион мира: 2002
- Обладатель Кубка Бразилии: 2006

### Личные
- Обладатель «Серебряного мяча» Бразилии: 1994
- Лучший бомбардир Кубка Бразилии: 1996 (8 голов)
- Лучший бомбардир Кубка Либертадорес: 2000 (15 голов)